# Habsburgisches Jagdhaus
Das Habsburgische Jagdhaus ist eine Hütte im Tiroler Baustil im Zentrum von Wisła (deutsch: Weichsel) im Powiat Cieszyński der Woiwodschaft Schlesien in Polen.

## Geschichte

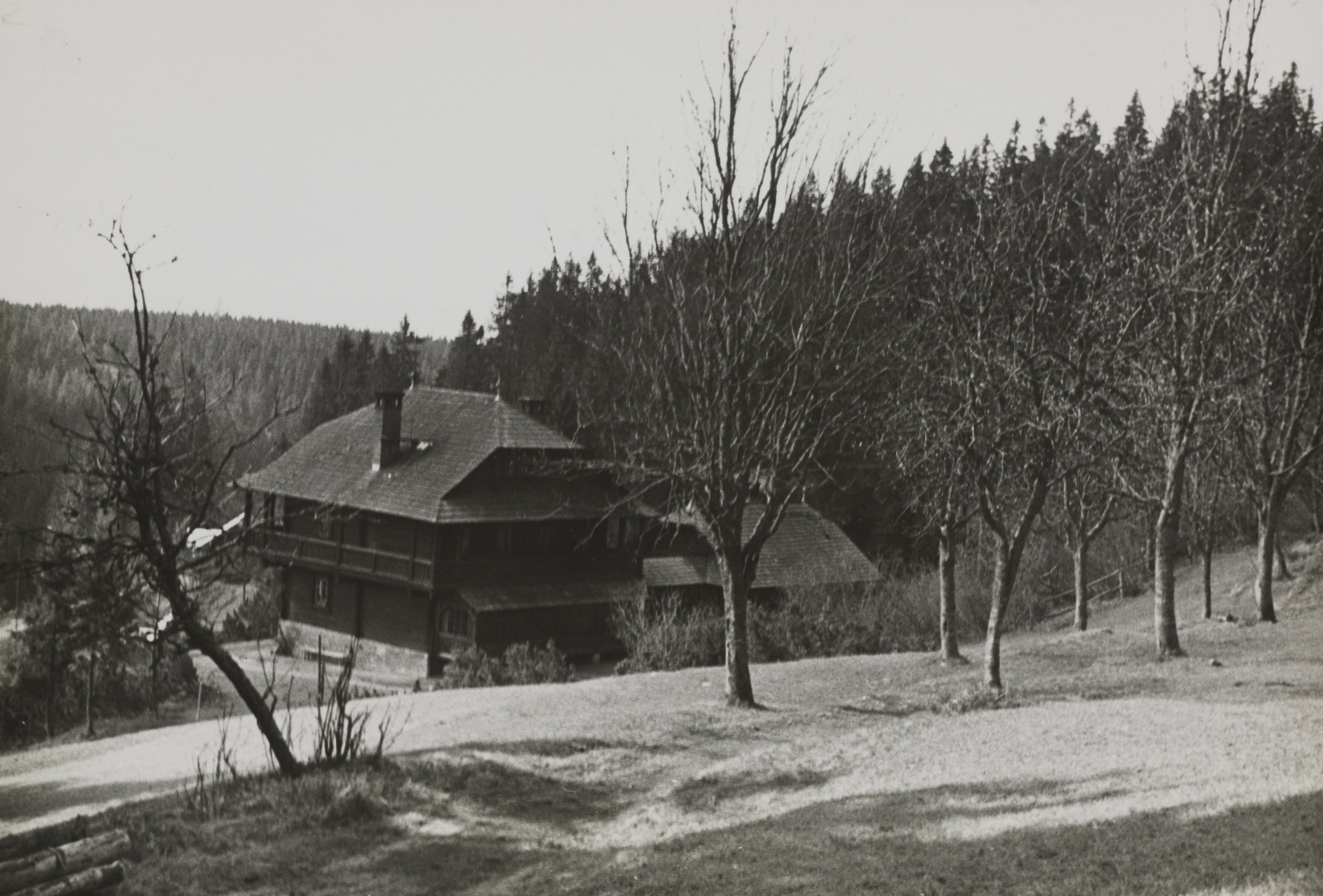
Ansicht des Gebäudes vor 1939

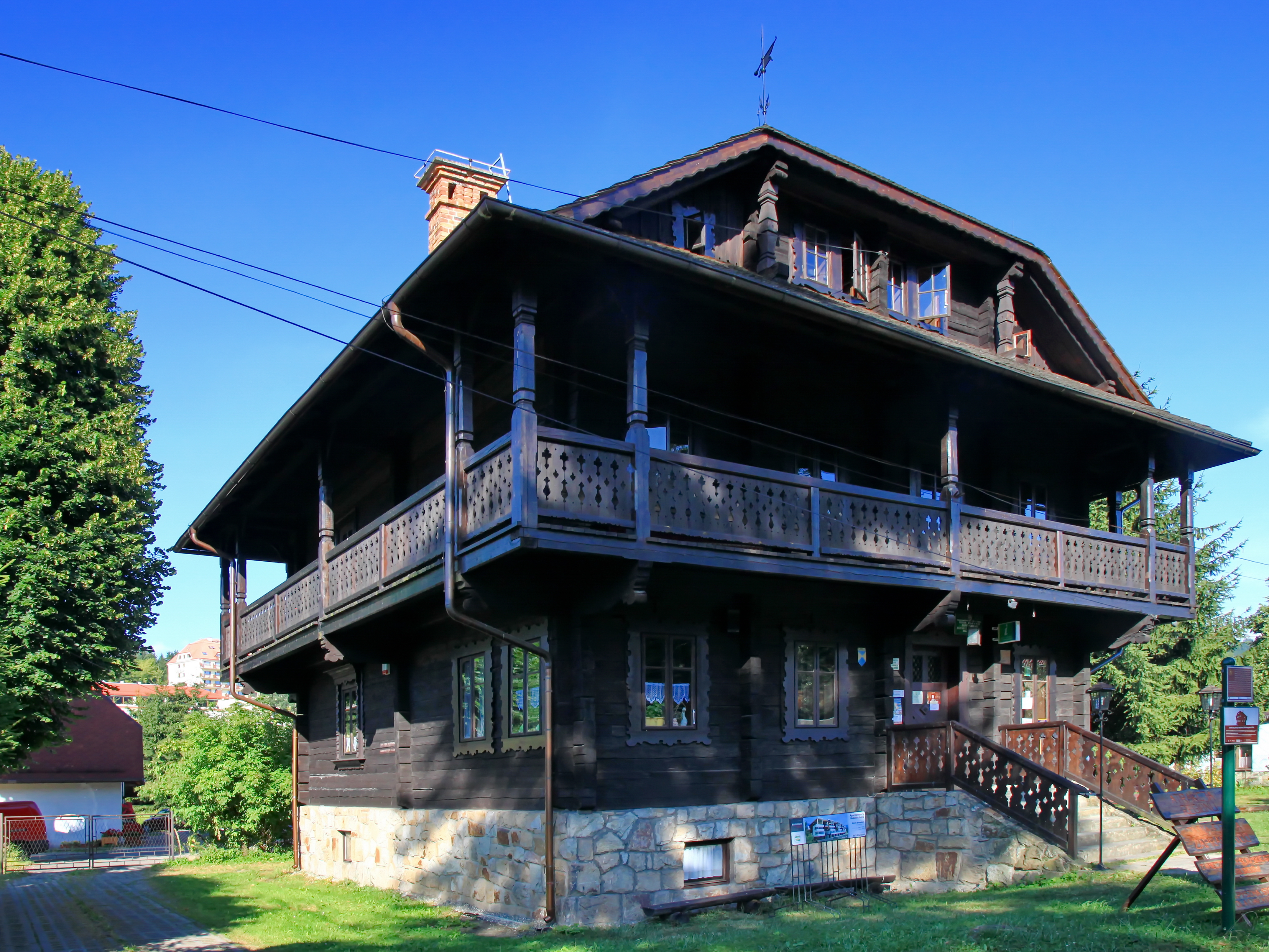
Ansicht 1. August 2013

Als Teil des Herzogtums Teschen war der Landstrich Teil der Österreichisch-Ungarischen Monarchie. 
An der Stelle des Jagdhauses befand sich vormals ein Forsthaus und ab 1855 eine kleine Jägerhütte. Nach der Überlieferung ließ Erzherzog Albrecht von Teschen in den 1890er Jahren die gesamte Forstwirtschaft in diesem Gebiet der Zucht von Auerhühnern unterordnen. Die Habsburger Familie fand sich hier zu Jagden auf dem südlichen Abhang des Widderbergs (polnisch Barania Góra) ein. In den Jahren 1897–1898 wurde ein hölzernes Jagdschloss nach Entwurf des Architekten und Baurats Albin Teodor Prokop im Tiroler Stil erbaut.
Nach dem Ersten Weltkrieg Teil von Polen, wurde das Jagdhaus verstaatlicht und 1925 renoviert und eine Berghütte eingerichtet. Aufgrund des zunehmenden Fremdenverkehrs in den 1970er Jahren baute der polnische Tourismusverband eine neue, viel größere Hütte. Die Jagdhütte wurde geschlossen und begann, langsam zu verfallen. Schließlich wurde sie abgebaut und in das Zentrum von Wisła verlegt, wo sie seit 1987 als Sitz der Zweigstelle der PTTK dient.

## Quelle
Schloss der Rätsel. Abgerufen am 20. Mai 2025.